# IC 2684
IC 2684 је патуљаста галаксија у сазвјежђу Лав која се налази на листи објеката дубоког неба у Индекс каталогу.
Деклинација објекта је + 13° 5' 59" а ректасцензија 11h 17m 1,0s. Привидна величина (магнитуда) објекта IC 2684 износи 14,8 а фотографска магнитуда 15,4. IC 2684 је још познат и под ознакама CGCG 67-49, PGC 34438.